# Hendrik Herp
Hendrik Herp, ook van Herp, Herpius of Harphius (waarschijnlijk Erp, omstreeks 1410 - Mechelen, 1477 of 1478) was minderbroeder en auteur van mystieke teksten. Zijn bekendste werk was de Spieghel der volcomenheit, die in verscheidene talen werd vertaald.

## Levensloop
Herp werd waarschijnlijk geboren in het Noord-Brabantse Erp omstreeks 1410. Over zijn jonge jaren is weinig tot niets geweten. In 1445 werd zijn naam voor het eerst vermeld en was hij rector van de Broeders van het Gemene Leven in Delft, vanaf 1446 was Herp rector in Gouda.
In 1450 trok Herp op bedevaart naar Rome en werd er minderbroeder. Drie of vier jaar later werd hij gardiaan van het minderbroedersklooster van Mechelen. Tussen 1470 en 1473 was Herp provinciaal van de provincie Keulen. Daarna werd hij opnieuw gardiaan in Mechelen, waar hij stierf.

## Werken
Herp begon met schrijven vanaf het moment dat hij minderbroeder in Mechelen was. Hij schreef zowel oratorische als ascetisch-mystieke werken. De meeste werken werden pas na zijn dood uitgegeven.

### Oratorische werken
Herp schreef twee prekenbundels, het Speculum aureum de praecentis divinae legis (Mainz, 1474), een verzameling van 213 preken. Dit is het enige werk dat tijdens zijn leven uitgegeven werd. Tien jaar later werd een tweede verzameling van 222 preken uitgegeven onder de titel Sermones de Tempore, de Sanctis, de tribus partibus poenitentiae, de Adventu" (Spiers, 1484)

### Ascetisch-mystieke werken
Herp ontwikkelde een eigen mystieke theologie die nogal wat gelijkenis vertoonde met deze van Jan van Ruusbroec. Zijn werk werd geprezen door Jean Mabillon en in 1663 werden zijn werken door de franciscanen in Toledo aanbevolen als standaardwerk in de mystieke theologie. Zijn belangrijkste werk was de Spieghel der volcomenheit uit de periode 1455-1460. Hierin richt hij zich tot zijn biechtdochter, een vrome weduwe. Dit werk werd voor het eerst gedrukt in 1501, in het Latijn vertaald in 1513 (Directorium Aureum contemplativorum) en verder nog vertaald in het Italiaans, het Spaans en het Duits.
In 1538 verscheen in Keulen de Theologica Mystica, een Latijnse vertaling van de verzameling van zijn zes mystieke werken waaronder de Spiegel der volcomenheit. De uitgave van 1556, die toegewijd was aan Ignatius van Loyola, werd gecensureerd en belandde op de Index. De volgende edities werden daarom herwerkt. In de editie van 1586 was de Spieghel der volcomenheit vertaald naar het Latijn door Pieter Blommeveen. Vóór 1611 werd de Theologica Mystica minstens vijfmaal herdrukt en eveneens vertaald in het Duits en het Frans.